# Iutizzo
Iutizzo (Furlan: Iutís) ist eine Fraktion der Gemeinde Codroipo, im furlanischen Teil der Region Friaul-Julisch Venetien mit etwa 300 Einwohnern.
Iutizzo wurde durch die Nekropole aus römischer Zeit bekannt, die 1995/96 ausgegraben wurde, die wichtigsten Fundstücke sind heute im archäologischen Museum von Codroipo ausgestellt.